# Лига Европы УЕФА 2022/2023. Квалификация
Эта статья содержит информацию о квалификационных раундах Лиги Европы УЕФА 2022/23.
Команды, проигравшие во втором квалификационном раунде Лиги чемпионов приняли участие в третьем квалификационном раунде Лиги Европы, проигравшие на чемпионском пути в третьем квалификационном раунде Лиги чемпионов — в четвёртом квалификационном раунде Лиги Европы, а проигравшие в четвёртом квалификационном раунде и на нечемпионском пути в третьем квалификационном раунде Лиги чемпионов попали в групповой этап Лиги Европы.
Команды, проигравшие в третьем квалификационном раунде Лиги Европы приняли участие в раунде плей-офф квалификации Лиги конференций, а проигравшие в раунде плей-офф квалификации Лиги Европы попали в групповой этап Лиги конференций.

## Расписание жеребьёвок и матчей
| Раунд          | Жеребьёвка     | Первый матч     | Ответный матч   |
| -------------- | -------------- | --------------- | --------------- |
| Третий раунд   | 18 июля 2022   | 4 августа 2022  | 11 августа 2022 |
| Раунд плей-офф | 1 августа 2022 | 18 августа 2022 | 25 августа 2022 |

## Участники
| Клуб              | Коэф.  |
| ----------------- | ------ |
| Гент              | 27.500 |
| Лудогорец         | 23.000 |
| Шериф             | 22.500 |
| Ференцварош       | 15.500 |
| Аполлон Лимасол   | 14.000 |
| Жальгирис         | 8.000  |
| Аустрия Вена      | 7.770  |
| Харт оф Мидлотиан | 7.380  |
| Омония Никосия    | 7.000  |
| Сивасспор         | 6.500  |
| Днепр-1           | 6.360  |
| Силькеборг        | 5.435  |
| Пюник             | 4.250  |

| Клуб                    | Коэф.          |
| Путь чемпионов          | Путь чемпионов |
| ----------------------- | -------------- |
| Олимпиакос              | 41.000         |
| Мальмё                  | 23.500         |
| Марибор                 | 14.000         |
| Слован (Братислава)     | 13.000         |
| ХИК                     | 8.500          |
| Ф91 Дюделанж            | 8.500          |
| Шемрок Роверс           | 7.000          |
| Линфилд                 | 7.000          |
| Цюрих                   | 7.000          |
| Шкупи                   | 4.500          |
| Путь представителей лиг |                |
| Партизан                | 24.500         |
| Фенербахче              | 14.500         |
| АЕК Ларнака             | 7.500          |
| Словацко                | 5.560          |

## Третий квалификационный раунд

### Чемпионский путь

#### Матчи
| Команда 1     | Итог         | Команда 2         | 1-й матч | 2-й матч  |
| ------------- | ------------ | ----------------- | -------- | --------- |
| Мальмё        | 5:2          | Ф91 Дюделанж      | 3:0      | 2:2       |
| Шемрок Роверс | 5:2          | Шкупи             | 3:1      | 2:1       |
| Линфилд       | 0:5          | Цюрих             | 0:2      | 0:3       |
| Олимпиакос    | 3:3 (4:3 п.) | Слован Братислава | 1:1      | 2:2(д.в.) |
| Марибор       | 0:3          | ХИК               | 0:2      | 0:1       |

### Путь представителей лиг

#### Матчи
| Команда 1   | Итог | Команда 2 | 1-й матч | 2-й матч |
| ----------- | ---- | --------- | -------- | -------- |
| АЕК Ларнака | 4:3  | Партизан  | 2:1      | 2:2      |
| Фенербахче  | 4:1  | Словацко  | 3:0      | 1:1      |

## Раунд плей-офф
| Команда 1    | Итог         | Команда 2         | 1-й матч | 2-й матч       |
| ------------ | ------------ | ----------------- | -------- | -------------- |
| Днепр-1      | 1:5          | АЕК Ларнака       | 1:2      | 0:3            |
| Гент         | 0:4          | Омония Никосия    | 0:2      | 0:2            |
| Аустрия Вена | 1:6          | Фенербахче        | 0:2      | 1:4            |
| Цюрих        | 3:1          | Харт оф Мидлотиан | 2:1      | 1:0            |
| ХИК          | 2:1          | Силькеборг        | 1:0      | 1:1            |
| Мальмё       | 5:1          | Сивасспор         | 3:1      | 2:0            |
| Ференцварош  | 4:1          | Шемрок Роверс     | 4:0      | 0:1            |
| Аполлон      | 2:2 (1:3 п.) | Олимпиакос        | 1:1      | 1:1 (доп. вр.) |
| Пюник        | 0:0 (2:3 п.) | Шериф             | 0:0      | 0:0 (доп. вр.) |
| Лудогорец    | 4:3          | Жальгирис         | 1:0      | 3:3 (доп. вр.) |